# Michael Frühwirth
Michael Frühwirth (geboren 21. Oktober 1891 in Schwarzenbach, Österreich-Ungarn; gestorben 31. März 1958 in Wien) war ein österreichischer Politiker (SDAP/SPÖ) und Gewerkschaftsfunktionär. Er war von 1930 bis 1934 und von 1945 bis 1956 Abgeordneter zum österreichischen Nationalrat.

## Leben
Frühwirth war der Sohn eines Fuhrknechts, er hatte neun Geschwister. Er besuchte sechs Klassen der Volksschule und erlernte den Beruf des Textilarbeiters. Er arbeitete zunächst als Textilarbeiter und in weiterer Folge als Magazingehilfe, Angestellter der Union der Textilarbeiter Österreichs, Redakteur des Fachblatts Der Textilarbeiter (1921) und Versicherungsvertreter. 1910 trat er der SDAP bei. Er war von 1914 bis 1918 Soldat im Ersten Weltkrieg. 
Von 1919 bis 1934 war er Mitglied des Gemeinderats von Atzgersdorf. Frühwirth vertrat die SDAP vom 2. Februar 1930 bis zum 17. Februar 1934 im Nationalrat. 1934 entzog er sich einer Anklage wegen Hochverrats im „Ständestaat“ durch Flucht in die Tschechoslowakei und kehrte erst 1938 nach Österreich zurück. 1944, in der Zeit des Nationalsozialismus, kam er in Haft. Vom 19. Dezember 1945 bis zum 8. Juni 1956 vertrat Frühwirth erneut die SPÖ im Nationalrat. Er war von 1945 bis 1958 Mitglied des Bundesvorstands des ÖGB und 1947 Vorsitzender der Gewerkschaft der Textil-, Bekleidungs- und Lederarbeiter.